# Hong Kong en los Juegos Paralímpicos de Barcelona 1992
Hong Kong estuvo representado en los Juegos Paralímpicos de Barcelona 1992 por un total de 21 deportistas, 16 hombres y cinco mujeres.

## Medallistas
El equipo paralímpico hongkonés obtuvo las siguientes medallas:
| Nombre                                         | Deporte                    | Evento                         |
| ---------------------------------------------- | -------------------------- | ------------------------------ |
| Oro                                            |                            |                                |
| Kwong Kam Shing                                | Tenis de mesa              | Individual 5 masculino         |
| Ho Sum Tak Wong Yin Biu                        | Tenis de mesa              | Equipo 4 masculino             |
| Fung Yuet Wah Wong Pui Yi                      | Tenis de mesa              | Equipo 5 femenino              |
| Plata                                          |                            |                                |
| Chan Shing Chung                               | Atletismo                  | 100 m C8 masculino             |
| Chan Sze Kit                                   | Esgrima en silla de ruedas | Florete individual 2 masculino |
| Chan Sze Kit                                   | Esgrima en silla de ruedas | Sable individual 2 masculino   |
| Chan Kam Loi Chan Sze Kit Kwong Wai Ip Lau Sik | Esgrima en silla de ruedas | Florete por equipos masculino  |
| Bronce                                         |                            |                                |
| Cheung Yiu Cheung                              | Atletismo                  | 100 m C7 masculino             |
| Fung Yuet Wah                                  | Tenis de mesa              | Individual 5 femenino          |
| Fung Yuet Wah                                  | Tenis de mesa              | Clase abierta 1-5 femenino     |
| Ip Sui Lam Kwong Kam Shing                     | Tenis de mesa              | Equipo 5 masculino             |